# Sejm (Księstwo Warszawskie)
Sejm Księstwa Warszawskiego – najwyższy organ ustawodawczy Księstwa Warszawskiego. Składał się z dwu izb: Senatu i Izby Poselskiej.

## Skład
W skład Senatu wchodzili biskupi rzymskokatoliccy, wojewodowie i kasztelanowie, w liczbie 10 z każdej z tych grup, mianowani przez króla saskiego (przed wydaniem dekretu z 24 lutego 1810 wprowadzającego zmiany po wojnie polsko-austriackiej i wyzwoleniu Nowej Galicji w 1809 – po sześciu przedstawicieli każdej z tych grup). Wszyscy senatorowie byli powoływani dożywotnio przez króla. W razie oporu izby przy podejmowaniu uchwał król mógł mianować nowych senatorów w ilości do 10 (uprzednio 6) wojewodów i tyluż kasztelanów.
Król nie przewodniczył obradom senatu, jak to było w okresie Rzeczypospolitej Obojga Narodów. Zamiast tego mianował jego prezesa – pierwszym został Stanisław Małachowski.
Do Izby Poselskiej weszło 100 posłów szlacheckich, wybranych na sejmikach i 66 deputowanych, wybieranych na zgromadzeniach gminnych (wcześniej odpowiednio 60 posłów i 40 deputowanych) oraz członkowie Rady Stanu. Izba wybierała ze swego grona marszałka, zatwierdzanego przez króla.
Prawo wybierania przysługiwało mężczyznom od ukończenia 21 lat, kandydowania od 24 lat. Wyborców obowiązywał cenzus majątkowy, wykształcenia bądź pełnionej funkcji (artykuł 58 Konstytucji). Wedle artykułu 38 kadencja trwać miała 9 lat, a co 3 lata trzecia część ulegała wymianie, ustępujących oznaczano przez losowanie.
W Izbie Poselskiej zasiadali też z urzędu członkowie Rady Stanu w liczbie nie przekraczającej 13 (6 ministrów, ich prezes, 6 referendarzy), będąc przy tym uprawnionymi do głosowania (artykuł 45).

## Kompetencje
Wobec posiadania przez dziedzicznego władcę inicjatywy ustawodawczej i pełni władzy wykonawczej, sprawowanej za pośrednictwem Rady Stanu, oraz możliwości wydawania przez niego dekretów uzupełniających Konstytucję (art. 86), kompetencje Sejmu były dosyć znikome. Ograniczały się one do uchwalania poprawek w prawie podatkowym, prawie cywilnym i karnym oraz w sprawach monetarnych. Komisje sejmowe miały prawo do przedstawiania pod obrady projektów zmian prawnych, musiały one jednak uzyskać stosowną aprobatę Rady Stanu. Na mocy artykułu 46 Konstytucji na posiedzeniu Izby Poselskiej tylko członkowie Rady Stanu i komisji sejmowych mogli brać udział w dyskusji nad projektem, przy tym tylko członkowie komisji mogli wyrażać własne zdanie.
Izba podejmowała uchwały w tajnym głosowaniu, większością oddanych głosów (art. 22).
Senat mógł odmówić zatwierdzenia takiej uchwały w razie naruszenia procedur przy jej przyjęciu bądź jeśli uznał, że uchwała jest sprzeczna z Konstytucją lub „bezpieczeństwem kraju”, co każdorazowo musiał uzasadnić (artykuł 28). W pierwszym wypadku król odsyłał projekt do Izby „z zaleceniem, ażeby porządnie postępowała”, a w razie jej oporu mógł ją rozwiązać i nakazać nowe wybory. W razie oporu Senatu mógł zwiększyć liczbę senatorów i nakazać ponowne głosowanie (art. 32) lub zatwierdzić uchwałę samoistnie (art. 34).
Sejm Księstwa Warszawskiego zebrał się tylko 3 razy: na sesje zwyczajne w latach 1809 i 1811 oraz nadzwyczajną w 1812 r.